# やまナビ
『やまナビ』（サブタイトル：「やまがたナビゲーション」・又は「yamanavi」）は、NHK山形放送局で平日夕方に放送されていた山形県内の報道・情報ワイド番組。番組開始当初は、18:00の全国ニュースを包含した1時間49分という超ワイド編成で、同局でも稀有な夕方の放送時間帯であった。ここでは、ローカルニュースワイド枠のパートである『やまナビTODAY』についても本項で併せて説明する。

## 番組概要
番組のスタート当初から2006年3月までは17:10 - 18:59という109分間の放送時間だった。料理研究家・古田久子によるかんたんな郷土料理コーナー・県内各地のライブ中継・季節の話題などを放送したのが前半の5時台パート『やまナビ5時台』で、前々番組『ゆうYOU山形』／前番組『きらり!やまがた』の内容をも継承してオンエアされていた。6時のNHKニュースのすぐあと後半6時台の県内ニュースワイドパート『やまナビTODAY』というコンプレックス編成が売りの番組枠であった。しかし、4月より17時台に『ゆうどきネットワーク』（17:30からは『小さな旅』または『クローズアップやまがた』再放送）を編成するため、やまナビは『やまナビTODAY』をはじめとする後述の3本の番組レーベルに分離・改編された。『やまナビ5時台』が4月から廃枠になったのに伴い、17:55から5分間は、やまナビTODAYの前説番組として藤田千枝キャスター他『YYほっとチャンネル』担当の女性キャスター陣（輪番制）が司会の『ぷれナビ』を放送。こちらは山形県内の気象情報・てれび伝言板・やまナビTODAY予告編等を流す（大相撲・高校野球・国会中継等の特番編成時には休止）。ただし、毎月第1金曜日はNHK仙台放送局『てれまさむね』を幹事局とする仙台・山形・福島リレー中継放送のため、17:30からの30分間を『やまナビワイド』としてオンエア（こちらも『YYほっとチャンネル』女性キャスター陣の司会。その他やまナビTODAYの男性レポーター陣が出演）。2006年3月までは2時間未満の番組だったため、番組テーマ曲にはヤドカリと羽黒町立（現・鶴岡市立）羽黒第三小学校の生徒達が歌う「母なる月山の詩」（ははなるやまのうた。原曲は『アホウドリ』の放送業務用ヴァージョンである）がオープニングで使用されていたが、『ぷれナビ』『やまナビワイド』からはオープニングに同曲のインストゥメンタルを使用している。ちなみに、やまナビTODAYの前期放送は前述のヤドカリの歌であったが、後期放送の場合は迫力のあるフリー音源の曲をテーマ曲にしていた。2007年3月30日終了、4月2日スタートの後番組『やまがたニュースアイ』のスタートを経て、現在のNHK夕方ローカルニュースの番組枠は『やままる』へと受け継がれている。

## ロゴマーク
- 当時の番組のロゴマークは「コンパス」を模していた。その隅に[や][ま][ナ][ビ]、下には「yamanavi」（主に番組のOPワイプアニメーション映像として、「yamanavi」の書体ロゴがハミングしてリズムで歪んで踊り出す映像が使われた）、叉は、コンパスマークと[や][ま][ナ][ビ]の書体ロゴ表示のあとで「やまがた ナビゲーション」と表示。これが、番組の主となる基幹ロゴと放送クレジット上での表記名義である。5時台OP&6時台冒頭も「やまがた ナビゲーション」のワイプが別映像にて表記。左端から「やまがた」右端から「ナビゲーション」のロゴ書体とが表示されたあと、同ロゴがズームアップにて表示される、というワイプ映像だった。そして「TODAY」（⇒『やまナビTODAY』OP放映時のみ使用）。コンパスマークと[や][ま][ナ][ビ]のロゴ表示とがワイプアニメーションにて表記された後、右下から「TODAY」とズームインしてくるワイプが別表示。あと「yamanavi ワイド」（『やまナビ ワイド』放映時間のみ使用）も入っていた。ミニ番組枠『ぷれナビ』のみ「[ぷ][れ][ナ][ビ]」と別表記。

## 司会

### やまナビTODAY
- 羽隅将一アナウンサー（メイン司会）
- 加藤梢キャスター（サブ司会、レポーター）
- 早坂由美子キャスター（サブ司会、レポーター）

※…これら司会陣は、当時の『やまナビ5時台』の総合司会をも兼任担当。

### ぷれナビまたはやまナビワイド
- 藤田千枝キャスター
- 峯脇由貴キャスター
- 佐藤寛子キャスター
- 竹江有子キャスター

※…『YYほっとチャンネル』（現：『やまモリ!』）の女性司会陣がそのまま担当。

## レギュラー出演者
- 田中秀樹アナウンサー（レポーター）
- 杉岡英樹アナウンサー（レポーター）
- 西川順一アナウンサー（レポーター）
- 小野智史アナウンサー（レポーター）
- 浅野光成アナウンサー（レポーター、羽隅アナのピンチヒッター司会としても出演）
- 佐々木寛子気象予報士（毎週金曜日に放送の「お天気ナビ」コーナーを担当） ほか。

※…レポーターと表記してある者に関しては「街角ゆうがたライブ」のコーナーも担当。

## タイムテーブル（2006年当時のもの）

### やまナビTODAY
18:10 オープニングタイトル・主な項目3本・きょうの中継先紹介・挨拶
18:12 県内ニュース1
（タイトルロゴ表記と短いフィラー音楽）
18:17 県内ニュース2
18:22 曜日別コーナー1（外部リンク先参照）
18:29 気象情報（天カメ映像・気象レーダー表記・県内4地方のポイント予報）
18:30 街角ゆうがたライブ
18:35 曜日別コーナー2（こちらも外部リンク先参照のこと）

（再びタイトルロゴ表記と短いフィラー音楽）
18:42 県内ニュース3・東北リレーニュース
18:49 きょうの主なニュース3項目振り返り・あすの予定（月曜 - 木曜）・週末イベント情報（金曜）・休日イベント情報（祝日前日）
18:52 東京から全国の気象情報
18:54 山形県内の気象情報（きょうの気温振り返り・警報注意報・あすの天気と気温・ポイント予報・周辺の天気・海上予報・週刊天気）
18:57 やまナビTODAYあす（金曜は来週、翌日が祝日の場合は次回）の予告・挨拶・エンドタイトル

### ぷれナビ
17:55 天カメ映像・小さく右端にタイトル表記・挨拶
17:56 気象情報（県内と周辺地域のあすの天気）
17:58 てれび伝言板
17:59 やまナビTODAY予告・挨拶

### やまナビワイド（第1金曜日放送）
17:30 天カメ映像とオープニングタイトル・挨拶・今月の見どころ紹介
17:34 南東北リレー中継（NHK仙台『てれまさむね』が幹事局）
17:44 取材リポートなど
17:54 気象情報（県内と周辺地域のあすの天気）
17:57 てれび伝言板
17:58 来月の内容・やまナビTODAY予告・挨拶

## NHK山形歴代の夕方の番組

### 5時台の情報枠（2000.4/3 - 2006.3/10）
- ゆうYOU山形
- きらり!やまがた - かつて古瀬絵理がキャスター出演していた番組。
- やまナビ5時台

### 6時台のニュース枠
- きょうのやまがた
- やまがた630
- イブニングネットワークやまがた
- NHKニュース やまがた610
- やまがたゆうがた600
- ニュースワイドやまがた
- やまナビTODAY
- やまがたニュースアイ
- NHKニュースやまがた6時
- やままる